# Charles Massot
Pour les articles homonymes, voir Massot.
Charles Massot, né le 27 mars 1894 au Puy-en-Velay et mort le 8 mai 1915  dans la péninsule de Gallipoli (Empire ottoman) lors de la bataille de Sedd-Ul-Bahr, est un sportif français.

## Palmarès
- Championnats de France d'athlétisme
  - 5 000 mètres : 1er en 1914 en 15 min 43 s 4[3]

## Hommages
Il y a un stade Charles-Massot à Espaly-Saint-Marcel dans l'agglomération du Puy-en-Velay ainsi qu'une avenue Charles-Massot, à Vals-près-le-Puy, dans la même agglomération.